# Juan Tomás Enríquez de Cabrera y Álvarez de Toledo
Juan Tomás Enríquez de Cabrera (Génova, 21 de diciembre de 1646-Estremoz, 29 de junio de 1705) fue un noble, militar, diplomático y hombre de estado español perteneciente al importante linaje de los Enríquez. Fue XI y último almirante de Castilla, VII duque de Medina de Rioseco, IX conde de Melgar y conde de Módica, gobernador de Milán, virrey de Cataluña, miembro del consejo de estado durante el reinado de Carlos II y su caballerizo mayor, teniente general de Andalucía, general del Océano y embajador en Roma y Francia.
Su toma de posición a favor del pretendiente Carlos de Austria durante la guerra de sucesión española provocó su caída y exilio. 

## Primeros años
Fue el primogénito de los 13 hijos del almirante de Castilla Juan Gaspar Enríquez de Cabrera y Sandoval; nació en Génova de manera circunstancial, cuando su madre Elvira Álvarez de Toledo Osorio Ponce de León y su abuelo paterno Juan Alfonso Enríquez de Cabrera y Colonna, virrey de Nápoles, hicieron escala en esta ciudad en su viaje de regreso a España desde Nápoles, concluido el periodo de virreinato de su abuelo.

### Matrimonio e hijos
A los 16 años se casó con Ana Catalina de la Cerda y Enríquez de Ribera, hija del VII duque de Medinaceli Antonio Juan de la Cerda y Toledo y de su esposa Ana Francisca Luisa Enríquez de Ribera Portocarrero duquesa de Alcalá de los Gazules y duquesa consorte de Medinaceli. De los niños que tenía la pareja, ninguno sobrevivió a la mayoría de edad.
Recibió de su padre el título de conde de Melgar y fue nombrado gentilhombre de cámara de la reina Mariana de Austria. En su juventud en Madrid mostró un carácter arrogante y pendenciero viéndose envuelto en numerosas disputas, entre ellas el asalto que se llevó a cabo contra la casa del conde de Oropesa o la liberación mediante el uso de la fuerza del conde de Villalonso, preso en la cárcel de la corte. Su condición nobiliaria y la influencia de su familia permitieron que saliera impune de sus actos.

## Capitán de la Chamberga
En 1669, junto con otros nobles, fue nombrado capitán del regimiento de la Chamberga, una unidad militar recién instituida que bajo el mando del marqués de Aytona estaba destinada a servir como guardia real de Carlos II durante su minoría de edad, ante la amenaza que contra la seguridad de este suponía su medio hermano Juan José de Austria, que ya en febrero de ese mismo año había avanzado con sus tropas desde Aragón hasta las puertas de Madrid, amagando con tomar las riendas del gobierno. 
La presencia de este regimiento en Madrid fue una fuente constante de problemas. Los soldados de la Chamberga, indisciplinados y mal pagados, cometieron toda clase de abusos contra la población civil, mantuvieron frecuentes reyertas con los alguaciles de corte e ignoraron la justicia ordinaria, amparados por el fuero militar.
En julio de 1670, un altercado habido entre la compañía de Melgar y la guardia extranjera dejó varios heridos, lo que motivó su destierro de la Corte. 

## Servicio en Italia
Con el fin de verificar su alejamiento de la corte se le concedió el mando del Tercio de Lombardía con el empleo de maestre de campo. La situación en Lombardía era complicada en aquellas fechas: las tropas de Luis XIV, embarcadas en la guerra franco-holandesa y enfrentadas a la Cuádruple Alianza, de la que formaba parte España, habían ocupado parte de Sicilia y amenazaban Nápoles. Cinco años después de su llegada, Melgar fue ascendido a general de la caballería del Milanesado.
| Es de genio sobradamente vivo y festivo; la capacidad más que mediana, y la destreza más que difícil que muchos de su esfera se la compitan.(...) Su intención adolece de muy segura, su vanidad y altivez de pequeña, y su atención de desmesurada. Su cautela y disimulación es profunda, su industria bastante, sus palabras dulces, su agrado y cortesía grande, y su empeño tan difícil como efectivo quando le hace. No pasa de cinquenta años. |

En 1676, tras la muerte de Clemente X, fue designado embajador extraordinario de España en Roma con la misión de apoyar la candidatura de Benedetto Giulio Odescalchi en el cónclave en que debería elegirse nuevo papa; este salió efectivamente electo como Inocencio XI. 
En 1678 fue designado para sustituir interinamente al gobernador de Milán Claude Lamoral de Ligne, recibiendo el cargo con titularidad tras la muerte de éste al año siguiente. En su desempeño como gobernador saneó la economía del Milanesado y reforzó las fortificaciones y el ejército. En 1683, rotas nuevamente las hostilidades con la Francia de Luis XIV, prestó socorro a Génova, bombardeada por la armada francesa del almirante Duquesne y el marqués de Seignelay.
En 1685 presentó su renuncia, coincidiendo con el destierro de la corte de Madrid de su cuñado, el duque de Medinaceli, y el ascenso del conde de Oropesa. Carlos II le nombró embajador en Roma pero Juan Tomás, haciendo caso omiso del nombramiento, regresó a España, desacato que supuso su destierro al castillo de Coca.

## Virrey de Cataluña
En abril de 1688 se produjo en Cataluña un alzamiento popular en contra de las autoridades; ante la incapacidad para apaciguar el país del virrey Diego Felipe de Guzmán, marqués de Leganés, Melgar fue nombrado para sustituirlo. Los alzamientos fueron rápidamente aquietados, y a finales de ese mismo año Melgar volvió a Madrid, cediendo el virreinato al duque de Villahermosa Carlos de Aragón de Gurrea y de Borja.
Fue en esta época cuando se le concedió el hábito de la orden de Calatrava.

## En la corte de Carlos II
A la muerte de su padre en 1691, heredó los títulos de almirante de Castilla y duque de Medina de Rioseco.
Tras quedar viudo en febrero de 1696, en junio de 1697 contrajo nuevas nupcias con Ana Catalina de la Cerda y Aragón, sobrina de su anterior esposa, hija del VIII duque de Medinaceli Juan Francisco de la Cerda y viuda del duque de Segorbe Pedro Antonio de Aragón. Moriría en diciembre de 1698. Muerto sin descendencia, continuó el linaje su hermano Luis Enríquez de Cabrera y Álvarez de Toledo.
En 1702 Felipe V le nombró embajador en Francia.

## Exilio y muerte
En la guerra de sucesión que siguió a la muerte de Carlos II tomó partido por el archiduque Carlos de Austria contra Felipe V, por lo que posteriormente tuvo que exiliarse a Portugal y murió en Estremoz.
| Genealogía de Juan Tomás Enríquez de Cabrera | Genealogía de Juan Tomás Enríquez de Cabrera | Genealogía de Juan Tomás Enríquez de Cabrera | Genealogía de Juan Tomás Enríquez de Cabrera       |
| Padres                                       | Abuelos                                      | Bisabuelos                                   | Tatarabuelos                                       |
| -------------------------------------------- | -------------------------------------------- | -------------------------------------------- | -------------------------------------------------- |
| Juan Gaspar Enríquez de Cabrera              | Juan Alfonso Enríquez de Cabrera             | Luis III Enríquez                            | Luis II Enríquez                                   |
| Juan Gaspar Enríquez de Cabrera              | Juan Alfonso Enríquez de Cabrera             | Luis III Enríquez                            | Ana de Mendoza                                     |
| Juan Gaspar Enríquez de Cabrera              | Juan Alfonso Enríquez de Cabrera             | Vitoria Colonna                              | Marco Antonio Colonna                              |
| Juan Gaspar Enríquez de Cabrera              | Juan Alfonso Enríquez de Cabrera             | Vitoria Colonna                              | Felice Orsini                                      |
| Juan Gaspar Enríquez de Cabrera              | Luisa de Sandoval Padilla                    | Cristóbal Gómez de Sandoval, duque de Uceda  | Francisco de Sandoval y Rojas                      |
| Juan Gaspar Enríquez de Cabrera              | Luisa de Sandoval Padilla                    | Cristóbal Gómez de Sandoval, duque de Uceda  | Catalina de la Cerda                               |
| Juan Gaspar Enríquez de Cabrera              | Luisa de Sandoval Padilla                    | Mariana de Padilla Manrique                  | Martín de Padilla y Manrique                       |
| Juan Gaspar Enríquez de Cabrera              | Luisa de Sandoval Padilla                    | Mariana de Padilla Manrique                  | Luisa de Padilla y Manrique                        |
| Elvira Álvarez de Toledo                     | Luis Ponce de León                           | Rodrigo Ponce de León duque de Arcos         | Luis Ponce de León                                 |
| Elvira Álvarez de Toledo                     | Luis Ponce de León                           | Rodrigo Ponce de León duque de Arcos         | María de Toledo y Figueroa                         |
| Elvira Álvarez de Toledo                     | Luis Ponce de León                           | Teresa de Zúñiga y Sotomayor                 | Francisco de Zúñiga y Sotomayor, IV duque de Béjar |
| Elvira Álvarez de Toledo                     | Luis Ponce de León                           | Teresa de Zúñiga y Sotomayor                 | Guiomar de Mendoza                                 |
| Elvira Álvarez de Toledo                     | Victoria de Toledo                           | Pedro de Toledo marqués de Villafranca       | García Álvarez de Toledo                           |
| Elvira Álvarez de Toledo                     | Victoria de Toledo                           | Pedro de Toledo marqués de Villafranca       | Vittoria Colonna                                   |
| Elvira Álvarez de Toledo                     | Victoria de Toledo                           | Elvira de Mendoza                            | Iñigo López de Mendoza                             |
| Elvira Álvarez de Toledo                     | Victoria de Toledo                           | Elvira de Mendoza                            | María de Mendoza                                   |

| Predecesor: Juan Gaspar Enríquez de Cabrera | Duque de Medina de Rioseco, Conde de Melgar           | Sucesor: Luis IV Enríquez de Cabrera     |
| Predecesor: Juan Gaspar Enríquez de Cabrera | Almirante de Castilla                                 | Sucesor: Cargo abolido                   |
| Predecesor: Claude Lamoral de Ligne         | Gobernador de Milán Noviembre de 1678 – abril de 1686 | Sucesor: Antonio de Velasco y Ayala      |
| Predecesor: Diego Felípez de Guzmán         | Virrey de Cataluña Mayo - diciembre de 1688           | Sucesor: Carlos de Gurrea Aragón y Borja |